# Комплекс зданий бывшей еврейской больницы
Комплекс зданий бывшей еврейской больницы является историческим, архитектурным и художественным памятником национального значения, включенным в Реестр охраняемых государством памятников Республики Молдова под номером 241 (город Кишинёв). Он датируется концом XIX – началом XX века.

## История

### Строительство и основание
В ноябре 1822 года Региональному правительству Бессарабии было направлено предложение, в котором сообщалось, что христианские и еврейские общины собрали необходимую сумму для основания из двух не слишком больших домов специальной больницы для евреев. Из подробного отчета, составленного в марте 1872 года Жидовецким, старшим членом Совета Еврейской больницы в Кишиневе, становится известно, что эта кишиневская больница была основана в 1823 году.

### XIX век
В 1836 году больница была реорганизована на 30 коек и подчинена Агентству Государственных Услуг  Бессарабии на основании законов и правил, применяемых ко всем государственным больницам города. В 1842 году военный губернатор П. И. Федоров отметил, что в кишиневской Еврейской больнице «кухня очень тесная и из-за своего обветшалого состояния непригодна для использования, следовательно, появилась необходимость строительства новых помещений для размещения канцелярии и для хранения продовольственных запасов». Выполнение этого проекта было поручено городскому архитектору Луке Заушкевичу. Согласно его плану, в больнице должно было быть построено вспомогательное здание, где разместятся кухня, комнаты для повара, ванная, прачечная и палаты, стоимость которых оценивалась в 635 рублей и 5 копеек серебром.
Была признана необходимость строительства на более близком расстоянии нового вспомогательного корпуса из камня. Михаил Воронцов, будучи губернатором Бессарабии и Новороссии, представил этот проект на рассмотрение Министерству внутренних дел, от которого получил уведомление об утверждении суммы лишь в 692 рубля и 42 копейки серебром от Главного управления коммуникаций и общественных зданий для строительства вспомогательных зданий, необходимых Еврейской больнице в Кишиневе. Одновременно статский советник Перовский потребовал, чтобы упомянутые работы были выполнены по контракту или бюджетным способом, с отчетом о расходах, относящихся к средствам больницы, и чтобы в ходе их выполнения проявлялась максимальная бережливость.
Как уже упоминалось, с 1836 года кишиневская Еврейская больница  находилась в подчинении Службы общественного призрения Бессарабии и выполняла все указания этого департамента. В больнице служили экономист и два охранника, избираемые Еврейским обществом на три года. В 1862 году, по желанию генерал-губернатора Новороссии и Бессарабии, Строганова, Еврейское общество Кишинева расширило здание больницы на 50 коек и 20 мест в приемнм покое. В 1865 году, по предложению начальника Бессарабской области Антоновича, министр внутренних дел учредил Совет больницы, который выбирался еврейской общиной на 6 лет. С 1865 года Министерство внутренних дел учредило в больнице Совет, а медицинский центр функционировал как на основе собственного резервного капитала, так и на средства, выделяемые Агентством Государственных Услуг.
Однако, к сожалению, «больница находилась в самом жалком состоянии: здание и кровати были полны насекомых, клопов и тараканов. Постельное белье и одежда были грязными, порванными, пациенты носили грязные лоскутные или рваные рубашки, постельное белье менялось только раз в две недели, пациенты лежали на соломенных матрасах и твердых подушках, набитых грубой шерстью».
Но с 25 ноября 1865 года, когда Совет больницы вступил в свои права, в еврейском медицинском центре появилась собственная аптека, которая была открыта благодаря пожертвованиям Совета и граждан. Преимущества аптеки были очевидны, так как она снабжала больных в стационаре лекарствами, а бедным пациентам предоставляла эти же лекарство бесплатно. После 24 августа 1866 года Совет Еврейской больницы обратил внимание на другие проблемы, связанные с плохой организацией в медицинском центре. Врачам разрешили «предписывать пациентам сверх норм порционирования говядину, хлеб, молоко, вино, водку». Совет больницы решил не ограничиваться количеством белья и одежды, разрешенным по реестру. Согласно отчету, вещей стало уже в два-три раза больше, «деревянные кровати полностью исчезли, матрасы были сделаны из конского волоса, подушки – из пуха, а больница была полностью очищена от клопов и тараканов»Совет больницы за более чем 6 лет своего существования ежедневно снабжал больных и нуждающихся в больнице чаем с сахаром, расходуя ежегодно не менее 491,4 килограмма сахара и 27,2 килограмма чая, пожертвованных членами Совета и гражданами еврейского происхождения, которые не входили в расчет пользователей больничных средств.
В дополнение к установленным нормам порционирования, в 1872 году, согласно запросам врачей, для восстановления ежедневно требовалось: говядина – от 6,8 до 9 кг; молоко – от 14 до 16 литров; вино – 2,8–3,7 литра; хлеб – 3,6–4,5 кг; яйца – 10–20 штук, а также другие продукты, такие как рис и манная крупа.
В начале 1870 года Совет больницы стремился расширить здание больницы для размещения как минимум ещё 100 пациентов.
Начиная с 70-х годов XIX века началась разработка плана строительства для будущей больницы. В структуру больницы предполагалось включить несколько зданий, расположенных на обширной территории в свободном порядке – павильоны. В 1878 году в больнице разместили лазарет, который принял множество раненых в 1879 году.
В 1880-х годах в больнице насчитывалось 15 комнат на 120 коек, приют на 20 коек и аптека. Однако бюджет больницы был весьма скромным. Часто из клинических антисептиков в больнице практически ничего не было, кроме карболовой кислоты. Пациенты нередко делили кровать на двоих. Из-за нехватки помещений срочные операции проводились прямо на кровати пациента.
В 1892 году было перестроено главное здание больницы в 2,5 этажа. В Национальном Архиве Республики Молдова хранится проект реконструкции главного здания Кишиневской Еврейской больницы, а также проект здания для инфекционных больных, разработанные в марте 1892 года губернским инженером К. Гаскетом и губернским архитектором Г. Лозинским, а также инженером Джинджером и заведующим хирургическим отделением Михаилом Осиповичем Блюменфельдом (1842—1900). Осенью 1898 года состоялось их открытие.
Здания возводились постепенно, с 80-х годов XIX века до начала XX века.
В период 1897–1898 годов были построены павильоны, дом для пожилых и здание для инфекционно-больных. В 1889–1890 годах было построено административное здание, здание для аптеки и лабораторий. В 1887–1901 годах появился двухэтажный хирургический павильон.
К 1 января 1889 года в больнице находилось 117 пациентов, за год поступило 1527 человек, всего – 1644; выздоровели – 1374, умерли – 140, уровень смертности составил 8,8%, среднее количество пациентов в день – 97, стоимость содержания одного пациента в день – 74,3 копейки.
За свою деятельность главный врач М. Б. Слуцкий (руководивший больницей более 35 лет, избранный членом Городской думы, входивший в состав многих административных советов) был награжден орденами Святого Станислава, Святой Анны и Святого Владимира, а также двумя орденами Румынии в межвоенный период.

### XX век
Во время кишиневского погрома 1903 года больница под руководством М. Б. Слуцкого стала центром помощи жертвам. Тогда же, в 1903 году, Карл Шмидт по собственной инициативе покинул пост городского головы, будучи глубоко потрясён еврейским погромом в Кишинёве, который шокировал всех мыслящих людей Европы.
Согласно адресной и информационной книге Кишинёва за 1916 год, еврейская больница находилась в конце Николаевской улицы, позже улица Фрунзе, 150 (сегодня – ул. Колумна). Открытая вновь в советский период, больница считалась одной из лучших в городе. На её базе функционировали 3 кафедры медицинского института: хирургии, общей медицины и оториноларингологии. Эти кафедры изначально возглавляли профессора Ленинградского медицинского института, которые поселились в Молдавии и вошли в состав института после войны.

## Архитектура
Архитектура больницы эклектична, с элементами неоклассицизма. Главный фасад имеет симметричную композицию с тремя ризалитами, расположенными по центру и симметрично с обеих сторон, завершёнными треугольными фронтонами. В одном из ризалитов находится вход с улицы. Здесь располагались амбулатория, больничные палаты и квартиры врачей. Отделка первого этажа завершается горизонтальными верхними бордюрами. Возможно, здесь была расположена кухня, как и сегодня. Архитектура выполнена в стиле модерн. Согласно доступной информации на декабрь 2024 года, здание находится в разрушенном и плачевном состоянии.

## Внешние ссылки
- На Викискладе есть медиафайлы по теме Комплекс зданий бывшей еврейской больницы